# Eternally Yours
Az 1978-as Eternally Yours a The Saints második nagylemeze. Az együttes egy R&B-szerű hangzást választott, melyet sokszor kürtök kísérnek. A lemez címe eredetileg International Robots lett volna. Az album szerepel az 1001 lemez, amit hallanod kell, mielőtt meghalsz című könyvben.

## Az album dalai
|     | Cím                        | Szerző(k)                | Hossz |
| --- | -------------------------- | ------------------------ | ----- |
| 1.  | Know Your Product          | Ed Kuepper, Chris Bailey | 3:15  |
| 2.  | Lost and Found             | Kuepper, Bailey          | 3:50  |
| 3.  | Memories Are Made of This  | Kuepper                  | 2:20  |
| 4.  | Private Affair             | Kuepper, Bailey          | 2:05  |
| 5.  | A Minor Aversion           | Kuepper, Bailey          | 3:07  |
| 6.  | No, Your Product           | Kuepper, Bailey          | 4:07  |
| 7.  | This Perfect Day           | Kuepper, Bailey          | 2:30  |
| 8.  | Run Down                   | Kuepper, Bailey          | 2:32  |
| 9.  | Orstralia                  | Kuepper                  | 2:24  |
| 10. | New Centre of the Universe | Kuepper, Bailey          | 2:21  |
| 11. | Untitled                   | Kuepper, Bailey          | 2:47  |
| 12. | (I'm) Misunderstood        | Kuepper, Bailey          | 2:46  |
| 13. | International Robots       | Kuepper, Bailey          | 1:58  |

## Közreműködők
- Chris Bailey – ének, szerző, producer
- Ed Kuepper – gitár, szerző, producer
- Ivor Hay – dob
- Algy Ward – basszusgitár

## Fordítás
Ez a szócikk részben vagy egészben az Eternally Yours című angol Wikipédia-szócikk ezen változatának fordításán alapul.  Az eredeti cikk szerkesztőit annak laptörténete sorolja fel. Ez a jelzés csupán a megfogalmazás eredetét és a szerzői jogokat jelzi, nem szolgál a cikkben szereplő információk forrásmegjelöléseként.